# Ludwik Florek
Ludwik Florek (ur. 1946) – polski prawnik, profesor nauk prawnych, specjalista w zakresie prawa pracy, profesor zwyczajny na Wydziale Prawa i Administracji Uniwersytetu Warszawskiego.

## Życiorys
26 października 1990 uzyskał tytuł profesora nauk prawnych. Zajmuje stanowisko profesora zwyczajnego w Instytucie Nauk Prawno-Administracyjnych Wydziału Prawa i Administracji UW. Jest również zatrudniony w Instytucie Pracy i Spraw Socjalnych w Warszawie.

## Wybrane publikacje
- Aktualne problemy reprezentacji pracowniczej w zbiorowych stosunkach pracy, Warszawa: Instytut Pracy i Spraw Socjalnych, Instytut Nauk Prawnych Polskiej Akademii Nauk, 2014.
- Czas pracy, Warszawa: Wolters Kluwer Polska, 2011.
- Encyklopedia prawa pracy i ubezpieczeń społecznych. Komentarz do instytucji prawnych, Warszawa: „ABC”, 1998.
- Europejskie prawo pracy, Warszawa: LexisNexis Polska, 2003 (wiele wydań).
- Europejskie prawo pracy i ubezpieczeń społecznych, Warszawa: IPiSS, 1996.
- Europejskie prawo pracy wraz z wprowadzeniem profesora dr. hab. Ludwika Florka oraz z indeksem rzeczowym, Warszawa: Wydawnictwo C. H. Beck, 2009.
- Indywidualne a zbiorowe prawo pracy, Warszawa: Wolters Kluwer Polska, 2007.
- Kodeks pracy i inne akty prawne. Teksty jednolite wraz z wprowadzeniem profesora dr. hab. Ludwika Florka, Warszawa: Wydawnictwo C. H. Beck, 1994 (wiele wydań).
- Kodeks pracy. Komentarz, Warszawa: Wolters Kluwer Polska, cop. 2009, 2011.
- Międzynarodowe prawo pracy, Warszawa: Instytut Wydawniczy Związków Zawodowych, 1988.
- Ochrona praw i interesów pracownika, Warszawa: PWN, 1990.
- Podstawowe zagadnienia kodeksu pracy (red.), Warszawa: Przedsiębiorstwo Transportowo-Sprzętowe Budownictwa „Transbud”, 1974.
- Prawna ochrona pracowników, Warszawa: IPiSS, 1990.
- Prawo pracy, Warszawa: C. H. Beck, 1996 (wiele wydań).
- Prawo pracy a bezrobocie, Warszawa: „ABC”, 2003.
- Prawo pracy. Orzecznictwo, Warszawa: Wydawnictwo C. H. Beck, 2009, 2011.
- Prawo pracy w wybranych krajach Unii Europejskiej i Stanach Zjednoczonych, Warszawa : Polska Fundacja Promocji i Rozwoju Małych i Średnich Przedsiębiorstw, 2000.
- Prawo Wspólnot Europejskich w zakresie zatrudnienia i stosunków pracy, Warszawa: FFE, 1993.
- Staż pracy, Warszawa: Wydawnictwo Prawnicze, 1980.
- Układy zbiorowe w demokratycznym ustroju pracy. Studium z zakresu prawa pracy, Warszawa: IPiSS, 1997.
- Ustawa i umowa w prawie pracy, Warszawa: Wolters Kluwer Polska, 2010.
- Współczesne problemy prawa pracy i ubezpieczeń społecznych. XVIII Zjazd Katedr i Zakładów Prawa Pracy i Ubezpieczeń Społecznych (red.), Warszawa: Wydział Prawa i Administracji Uniwersytetu Warszawskiego : LexisNexis Polska, 2011.
- Z problematyki rokowań i porozumień zbiorowych pracy, Warszawa: IPiSS, 1983.
- Zakazy wypowiedzenia umowy o pracę, Warszawa: Wydawnictwo. Prawnicze, 1976.
- Zbiorowe prawo pracy. Orzecznictwo, Warszawa: Wydawnictwo C. H. Beck, 2010.
- Zobowiązania międzynarodowe Polski wynikające z ratyfikowanych konwencji Międzynarodowej Organizacji Pracy, Warszawa: IPiSS, 1989.
- Zwolnienia pracowników z przyczyn dotyczących zakładów pracy, Warszawa: „Twigger”, 1992.
- Źródła prawa pracy, Warszawa: „Liber”, 2000[1].